# Brahim Bouchelaghem
 (mai 2024).
Si vous disposez d'ouvrages ou d'articles de référence ou si vous connaissez des sites web de qualité traitant du thème abordé ici, merci de compléter l'article en donnant les références utiles à sa vérifiabilité et en les liant à la section « Notes et références ».

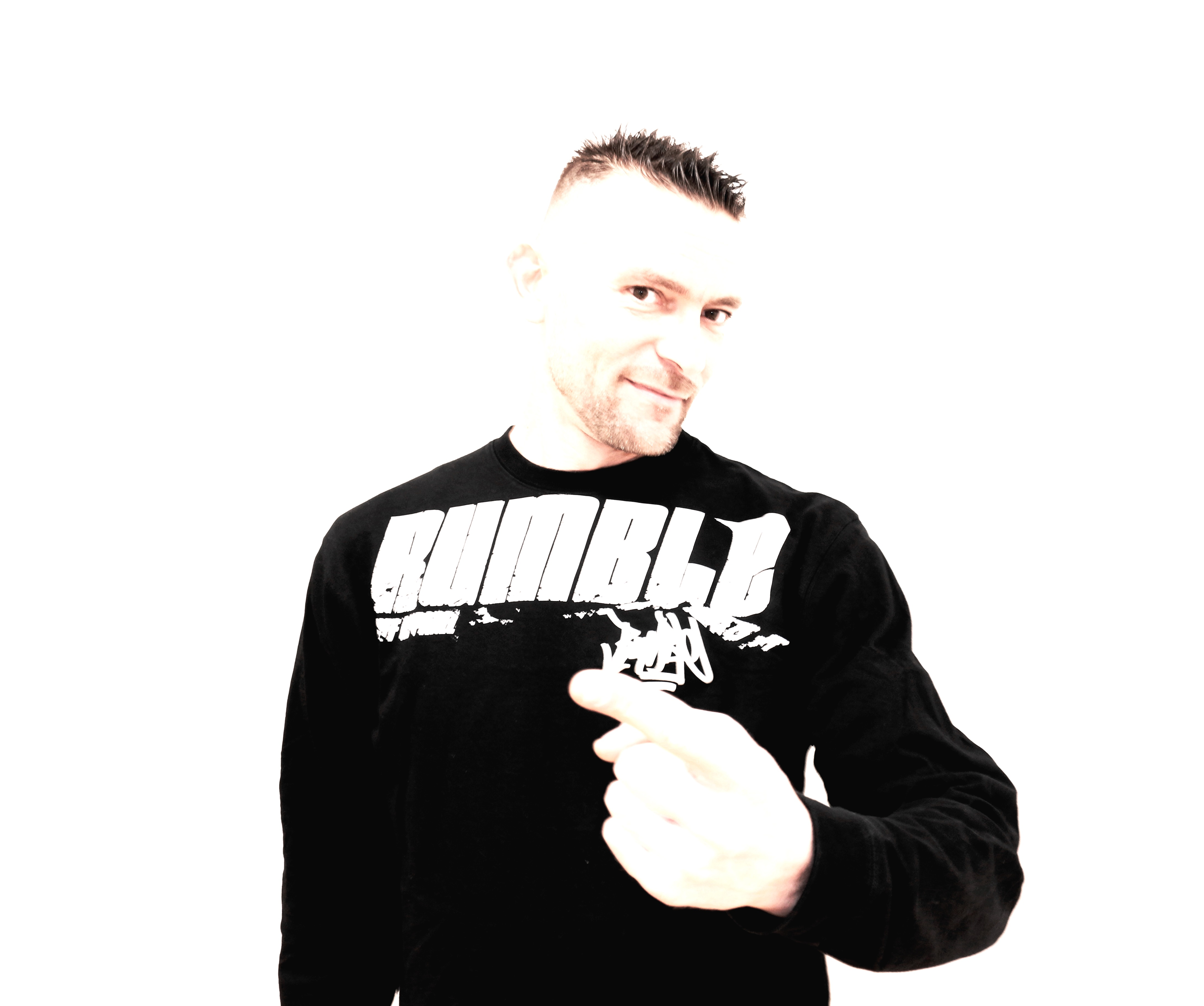
Brahim Bouchelaghem

Brahim Bouchelaghem est un danseur et chorégraphe français de danse hip hop et danse contemporaine, né à Roubaix (Nord) le 8 septembre 1972.
Il fait partie de la 1ere génération de danseur hip hop français spécialisé en breaking (ou breakdance) et pratique également le locking et le popping , ainsi que la danse contemporaine. Son nom de bboy est bboy zulu Brams, ayant rejoint la Zulu Nation en 2009.

## Biographie
En 1998, il rejoint La compagnie Käfig de Mourad Merzouki  pour créer la pièce Récital. Il a approfondi son travail d'interprète grâce aux cinq années passées auprès de Mourad Merzouki et a été assistant chorégraphe sur le projet Mekech Mouchkin organisé dans le cadre de l'Année de l'Algérie, une riche expérience en tant que formateur et assistant chorégraphe. En 2003, Kader Attou l'invite à reprendre un rôle dans Pourquoi Pas. Ce travail a donné le coup d'envoi d'une collaboration et d'une complicité, la compagnie Accrorap. Celle-ci porte d’ailleurs la production du premier solo de Brahim Bouchelaghem Zahrbat en 2004, surnom de son père décédé et qui signifie celui qui ne tient pas en place. Ce solo rencontre un vif succès, est présenté dans des lieux et festivals prestigieux (Montpellier danse, Maison de la danse de Lyon, Colisée de Roubaix...)
En 2005, il fonde sa compagnie Zahrbat (du même nom que son premier solo).
En 2007, il rencontre Carolyn Carlson alors à la direction du Centre Chorégraphique National de Roubaix, qui décide de soutenir son travail de chorégraphe en le qualifiant de poète.
En 2009, lors de la tournée du Zahrbat à Saint-Pétersbourg, il rencontre le crew de danseurs hip-hop TOP 9 (champion du monde de breaking en 2008, BOTY), pour lequel il crée Davaï Davaï....La première a lieu le 11 juillet 2010, à Saint Pétersbourg dans le cadre des années croisées France Russie. La pièce sera alors en tournée pendant 4 ans dans le monde (France, Israël, Allemagne, Italie, Suisse, Nouvelle Calédonie...) et  a été nommée pour deux Golden Mask Awards (équivalents aux Molières): meilleure spectacle et meilleure chorégraphe. 
De 2011 à 2013 il est artiste associé au CCN de Roubaix Carolyn Carlson. Il participe également à la création de We Are Horses de Carolyn Carlson et Bartabas. En janvier 2012, il crée le trio Tracks et  la pièce Hiya (elle) (première au Festival Montpellier Danse 2012) ou il rend rend hommage aux femmes, notamment à sa mère. 
En 2014, sa nouvelle œuvre Sillons est créée à La Maison Folie de Wazemmes à Lille et présentée au CDC les Hivernales dans le cadre du Festival off d'Avignon. La même année, il est shortlisté pour la direction du Centre National de la Danse de Franche-Comté Belfort. En 2015, il poursuit son projet créatif autour du jeune public CRIIIIC!!!! et une pièce And Then...commande de l'école Juste Debout à Paris, créée en juin 2015. Sa compagnie est alors en résidence à l'Espace Culturel Ronny Coutture à Grenay pendant trois saisons. 
En 2016, Il a été promu Chevalier des Arts et des Lettres par le Ministère de la Culture et de la Communication et reçoit la médaille de citoyen d’honneur de la Ville de Roubaix. Il entame également son nouveau projet de création internationale à Kiev. Il est également appelé par Mourad Merzouki pour une création collective à l’occasion des 20 ans de la compagnie Käfig, Cartes Blanches.
En 2020, en collaboration avec Denis Bonnetier de la compagnie Zapoï, il débute un nouveau projet de création jeune public, Almataha, (qui signifie labyrinthe en arabe) pour 3 danseurs et une marionnette et théâtre d'objets, créé en janvier 2021, malgré la crise sanitaire. Almataha rencontre un vif succès et dépasse les 100 représentations, en tournée en France dont l’ile de la réunion, au Maroc...En 2023, il renoue avec la forme du solo, et créé SISTO en janvier 2024 lors du festival Hip Open Dance à Lille.

## Prix et distinctions
- 2011 : Nominations aux Golden Masks, Meilleur chorégraphie et Meilleure chorégraphie pour Davaï Davaï...
- 2016 : Chevalier [9]dans l'Ordre des arts et des lettres
- 2016 : Citoyen d'honneur de la ville de Roubaix

## Ressources

### Filmographie
- Break Nord, Film de Sophie Vernet, coproduction Bo Travail !, Pictonovo et France Télévisions (2023)
- Brahim Bouchelaghem : La danse ou la Vie, film de François Cauwel, production Hikari (2019)
- La vie en danse, film d’Eric Legay, collection Ministère de la culture, Production Télésonne (2019)
- Davaï Davaï..., chorégraphie Brahim Bouchelaghem, réalisation d’Eric Legay, Des pas des figures (2013)

Apparition 
- Les Promesses, film de Thomas Kruithof avec Isabelle Huppert, Reda Kateb (extrait de Motion)
- Carolyn Carlson chorégraphie de Nord, film de Bernard Nauer, production Hikari
- Faire kiffer les anges, film de Jean Pierre Thorn, Production, Agat Films & Cie / Ex Nihilo